# Rio (Amatrice)
Rio (Villa Rio ou Villa Rivo) est un hameau de la commune de Amatrice dans la province de Rieti. Il est situé à environ 6 kilomètres du chef-lieu. Située à 930 mètres d'altitude, elle se trouve à l'intérieur des limites de la zone protégée du parc national du Gran Sasso et Monti della Laga à proximité du Fosso Caporio.

## Histoire
L'orientation la plus répandue est celle de considérer le toponyme de Rio d'origine latine, avec un clair référence au cours d'eau voisin ("rivus").
Les informations historiques sur Rio sont toutes postérieures au XVIe siècle. Comme d'autres noyaux habités gravitant autour du centre d'Amatrice, Rio s'est probablement développé autour d'un édifice de culte, probablement une église. Parmi les plus endommagées par le tremblement de terre d'Amatrice de 1639, il n'a jamais été séparé de l'Universitas, comme l'ont fait d'autres villas entre 1641 et 1643.

Des sources d'informations précieuses sont les cadastres onciaires de Rio de 1749 et 1755 conservés aux Archives d'État de L'Aquila.

Bien que dépendant de la paroisse de la SS. Lorenzo a Flaviano voisine, Rio abritait une cure, dotée d'une large autonomie, à l'Oratoire Notre-Dame-de-Lorette.
À la fin du XVIIIe siècle, la population de Rio comptait environ soixante-dix habitants et s'est maintenue à peu près constante jusqu'à la première moitié du XXe siècle. À partir de l'après-guerre, elle a ensuite progressivement diminué, transformant le village en résidence d'été des familles originaires de la région.

Au début du XXe siècle, comme en témoigne le plan cadastral d'implantation de 1906, la forme actuelle du centre habité était définie avec trois places en fer à cheval délimitées par les bâtiments.
En août 2016, Rio est l'un des plus touchés par le séisme de Amatrice, de nombreuses maisons ont été endommagées

## Monuments et lieux d'intérêt

### Oratoire Notre-Dame-de-Lorette

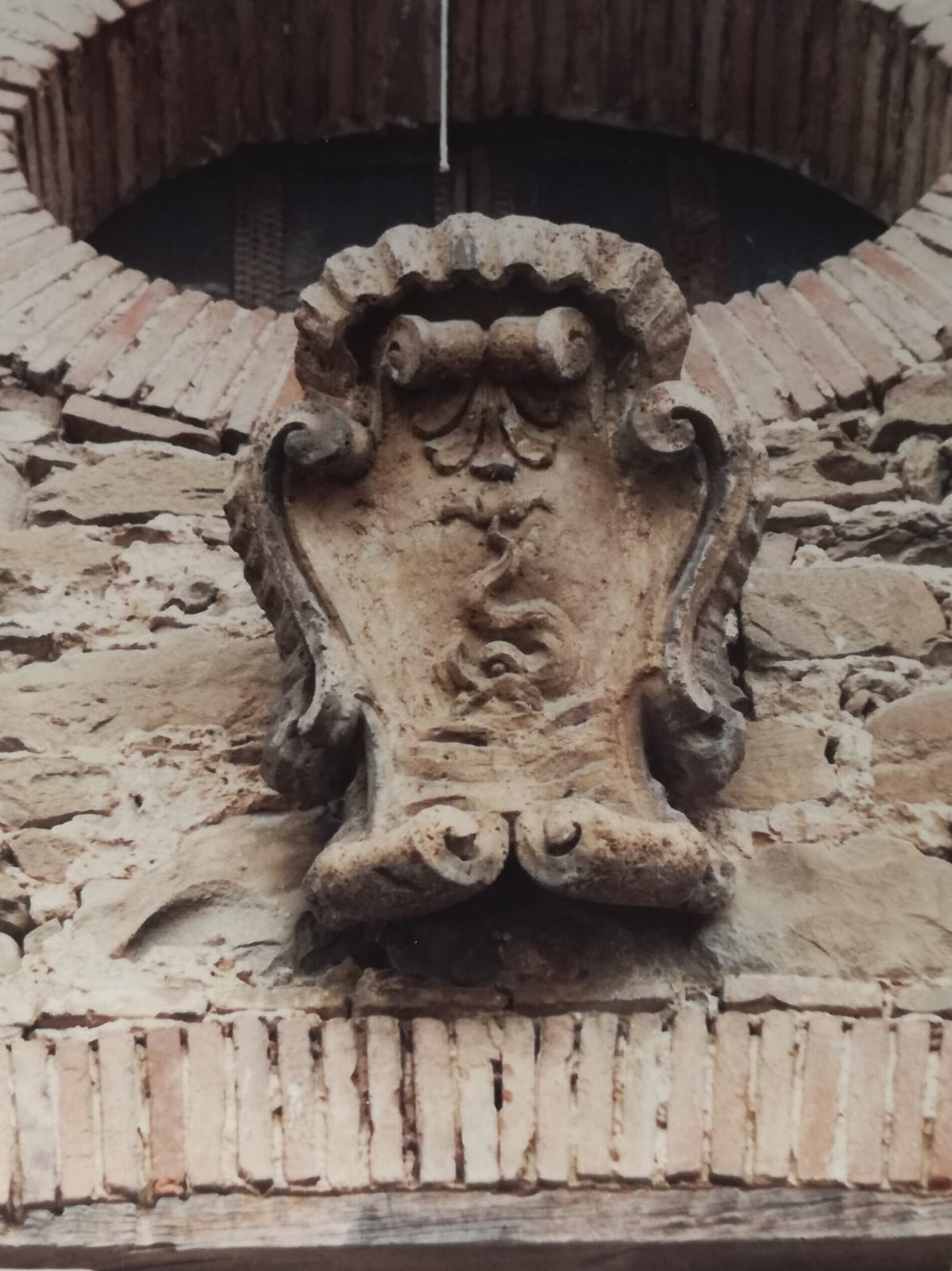
Armoiries sur la façade de l'Oratoire Notre-Dame-de-Lorette

L'Oratoire de Notre-Dame-de-Lorette est un édifice sacré, d'origine dévotionnelle, lié au culte de Lorette. Il a été voulu à la fin du XVIe siècle par les Orsini, Seigneurs d'Amatrice, et, par la suite, passé avec droit de patronage d'abord à la famille Delfini, puis à la famille Santelli et à ses héritiers.

À ces familles étaient accordés les privilèges de jus patronatus et de jus presentandi sur l'autel de l'Oratoire, c'est-à-dire le droit de présenter à l'autorité le prêtre ou le clerc apte à être investi du bénéfice.
  
Après que, dans les années 1930 du XXe siècle, les travaux de construction d'une liaison routière avec Amatrice ont abaissé le niveau de la route, l'entrée de l'Oratoire est accessible par un petit escalier à double volée. Proclamé inhabitable par les pompiers à la suite du tremblement de terre qui a frappé L'Aquila en 2009, après les événements sismiques survenus à partir du 24 août 2016, il s'est effondré en partie.
L'Oratoire se présente comme un petit bâtiment en pierre, très simple et essentiel dans sa volumétrie équilibrée et élégante, agrémenté des oculi de la façade et des murs latéraux, doté d'un petit clocher à pignon à l'arrière. Sur la façade figure un blason avec les éléments suivants : mer agitée avec dauphin ondulé en pal à queue fourchue.

À l'intérieur, un antependium d'autel, peint à fleurs sur toile, avec au centre la Vierge à l'Enfant, était bien conservé. Avec le dépeuplement progressif du village, il a subi, comme les églises d'autres hameaux, diverses spoliations.

### Espaces naturels
Le long du ruisseau Fosso Caporio il y a des noyaux des Bouleaux verruqueux (Betula pendula).